# Pierre Édouard Charrier
Pierre Édouard Charrier est un sculpteur français né à Niort le 12 juin 1820 et mort le 19 juin 1895 à Mantes-la-Jolie.

## Biographie
Pierre-Édouard Charrier est né à Niort (Deux-Sèvres), le 16 juin 1820. Il vint à Paris où il commença à exposer en 1853. Il collabora à la décoration du nouveau Louvre, de 1854 à 1855, et exécute plusieurs bustes dont un, celui du général Cler, commandé par l'État, est placé au Musée de Versailles. Il mourut en 1895.

## Œuvres
- Trophées de poissons. études en plâtre. Salon de 1853 (nos 1266 et 1267).
- Décoration des arcs doubleaux du rez-de-chaussée du pavillon Lesdiguière, au Louvre (années 1854-1855).. ,
- Motifs d'accotoirs des croisées du pavillon Denon, au Louvre (annees 185 -
- La moisson fleurie. Statue en plâtre. Salon de 1861 (n° 3230). Cette statue a reparu en marbre au Salon de 1867 (n°2177).
- Le liseron. Buste en bronze. Salon de 1861 (n° 3231).
- M. Leroux de Greffier. Buste en plâtre. Salon de 1861 (n° 3232).
- Mlle L. B... Buste en plâtre. Salon de 1861 (n° 3233).
- Portrait de M. J.-F. Cail. Buste en pierre. Salon de 1865 (n° 2904). Ce buste a reparu en marbre au Salon de 1866 (n°2683). Un exemplaire en bronze a été donné au Musée de Tours par Mme veuve Cail, en 1876.
- Le général Cler. Buste en marbre. Signé et daté de 1864. H. 0m65. Salon de 1865 (n° 2904). Ce buste, commandé par le ministre de la Maison de l'empereur et des Beaux-Arts, le 25 septembre 1862, moyennant 2.400 francs dont le solde a été payé le 27 août 18651, est placé au Musée de Versailles (n° 5123 du supplément au catalogue par Clément de Ris).
- Portrait de Mme L... Buste en marbre. Salon de 1866 (n° 2682).
- Le génie de la mer. Groupe en pierre. Projet de fontaine pour 1'hôtel de M. Cail. Salon de 1867 (n° 2176).
- Portrait de M. Lamotte père. - Portrait de M. Lamotte, capitaine au 15e de ligne. Médaillons en plâtre. Salon de 1878 (n° 4119).
- Portrait de Mlle M. L... - Portrait de M. C. L... Médaillons en plâtre. Salon de 1879 (n° 4880).
- Deux portraits. Médaillon en plâtre. Salon de 1880 (n° 6184).
- Édouard Hachin. Médaillon en bronze. Diam. 0 m 30. Signé et daté de 1892. Cimetière du Père-Lachaise.

Le musée de Niort possède de lui un Portrait de femme.